# كأس الغارفي 2008
كأس الغارفي 2008 هو الموسم 15 من  كأس الغارفي. أشرف على تنظيمه اتحاد البرتغال لكرة القدم، وكان عدد الأندية المشاركة فيه  12، وفاز فيه منتخب الولايات المتحدة لكرة القدم للسيدات.